# Andrés Oliva Sánchez
Andrés Oliva Sánchez (castellà: Andrés Oliva)  (Ocaña, 7 de desembre de 1948 - Ocaña, 5 de juliol de 2023) va ser un ciclista espanyol, que fou professional entre 1969 i 1980.
Els seus principals èxits demostrant les seves bones capacitats a la muntanya, en guanyar tres vegades el premi de la muntanya de la Volta a Espanya (1975, 1976, 1978) i dues el del Giro d'Itàlia (1975, 1976), tot i que mai guanyà cap etapa en aquestes curses.

## Palmarès
- 1969
  - 1r a la Volta a Astúries
- 1970
  - 1r a la Volta a Cantàbria
  - 1r a la Volta a Navarra
  - 1r a la Volta a Segòvia
- 1971
  - Vencedor d'una etapa de la Volta a Cantàbria
- 1972
  - 1r a la Volta a Mallorca i vencedor d'una etapa
  - Vencedor d'una etapa de la Volta a Portugal
- 1974
  - 1r al Gran Premi de Primavera
- 1975
  - Vencedor d'una etapa de la Volta a Suïssa
  - Vencedor d'una etapa de la Volta a Cantàbria
  -  1r de la classificació de la muntanya de la Volta a Espanya
  -  1r del Gran Premi de la Muntanya al Giro d'Itàlia
  - 1r de la Classificació de la muntanya de la Volta al País Basc
- 1976
  -  1r de la classificació de la muntanya de la Volta a Espanya
  -  1r del Gran Premi de la Muntanya al Giro d'Itàlia
  - 1r a la Volta a Segòvia i vencedor d'una etapa
- 1977
  -  Campió d'Espanya de Muntanya
  - 1r al Gran Premi de la vila de Vigo
- 1978
  -  1r de la classificació de la muntanya de la Volta a Espanya
  - Vencedor d'una etapa del Dauphiné Libéré
  - Vencedor d'una etapa de la Volta a Aragó
- 1979
  - 1r de la Clàssica de Sabiñánigo

### Resultats a la Volta a Espanya
- 1971. 22è de la classificació general
- 1972. 11è de la classificació general
- 1973. 32è de la classificació general
- 1974. Abandona
- 1975. 15è de la classificació general.  1r del Gran Premi de la Muntanya
- 1976. 13è de la classificació general.  1r del Gran Premi de la Muntanya
- 1977. 17è de la classificació general
- 1978. 11è de la classificació general.  1r del Gran Premi de la Muntanya

### Resultats al Tour de França
- 1974. 19è de la classificació general
- 1978. 39è de la classificació general
- 1979. 83è de la classificació general
- 1980. Abandona (1a etapa b)

### Resultats al Giro d'Itàlia
- 1975. 14è de la classificació general.  1r del Gran Premi de la Muntanya
- 1976. 21è de la classificació general.  1r del Gran Premi de la Muntanya